# Rupert Sheldrake
Dr. Rupert Sheldrake (Newark-on-Trent, 28. lipnja 1942.), britanski biolog
Hipoteza Dr. Ruperta Sheldrakea o morfogenetskim poljima učinila je od njega znanstvenog heretika, često diskreditiranog zbog vlastitih stavova. Njegovi ostali radovi također se tiču rubnih područja znanosti, kao što je telepatija.
Sheldrake podučava biologiju na Cambridge University.
Njegove najpoznatije knjige su: Nova znanost o životu (1981.)  i Sedam pokusa koji mogu promijeniti svijet (1994.).
Kritičar mehanističke i redukcionističke znanosti 1981. godine stvara hipotezu nazvanu morfogenetska rezonancija.

## Vanjske poveznice
- Sheldrake Online
- Nautis Project
- Special issue of Journal of Consciousness Studies: SHELDRAKE AND HIS CRITICS: The Sense Of Being Glared At  Arhivirana inačica izvorne stranice od 19. lipnja 2008. (Wayback Machine)
- GWUP on Sheldrake  Arhivirana inačica izvorne stranice od 29. lipnja 2006. (Wayback Machine) (a critical] (članak na njemačkom)
- Rupert Sheldrake  Arhivirana inačica izvorne stranice od 15. prosinca 2005. (Wayback Machine) (članak na njemačkom)
- The psychic staring effect: An artifact of pseudo randomization  Arhivirana inačica izvorne stranice od 17. ožujka 2007. (Wayback Machine)
- Sheldrake introduces 'The Extended Mind: Recent Experimental Evidence'  Arhivirana inačica izvorne stranice od 1. travnja 2005. (Wayback Machine) (Video at Microsoft Research)
- Skeptic's Dictionary article on 'morphic resonance'
- Rupert Sheldrake: The delightful crackpot  Arhivirana inačica izvorne stranice od 24. srpnja 2009. (Wayback Machine) - November 1999 article in Salon magazine